# Billie Myers
Billie Myers (ur. 14 czerwca 1971) – angielska piosenkarka rockowa.

## Życiorys
Myers została odkryta w klubie nocnym przez producenta Petera Q. Harrisa. Podpisała kontrakt z Universal Music i niedługo później jej piosenki zaczęły być grane w radiach na całym świecie.
Najważniejszym momentem w jej karierze było ukazanie się singla „Kiss the Rain” z debiutanckiej płyty Growing, Pains w 1998 roku. Zajął on 4. miejsce w angielskim plebiscycie singli. „Kiss the Rain” został zagrany w amerykańskim serialu telewizyjnym Dawson's Creek.
W czerwcu 2000 r. Myers wydała drugi album pt. Vertigo, który był promowany singlem „Am I Here Yet?”, zrealizowanym w Stanach Zjednoczonych. Następnie Myers zerwała kontrakt z firmą Universal Music.
Jej ostatni singel „Just Sex” powstał w listopadzie 2005.

## Dyskografia

### Albumy
- Growing, Pains, 1997
- Vertigo, 2000
- Swimming Lessons, planowany

### Single
- "Kiss the Rain", 1998 – #4 UK, #15 US
- "Tell Me", 1998
- "Am I Here Yet? 2000
- "Just Sex", 2005